# Uxbridge (Massachusetts)
Pour les articles homonymes, voir Uxbridge.
Uxbridge est une petite ville de l'État de Massachusetts, dans la très grande banlieue de Boston, au nord-est des États-Unis. Sa population était 13 457 en 2010. Elle fait partie du grand Boston (Greater Boston). Elle se situe à 26 km au sud-est de Worcester, 33 km au nord-ouest de Providence (Rhode Island) et 55 km au sud-ouest de Boston.

## Histoire
Les premiers colons européens s'y installèrent en 1662, et elle fut ensuite incorporée en 1727 dans de le comté de Suffolk, province de la baie du Massachusetts et nommé d'après le comte anglais d'Uxbridge. La ville fut alors détachée de Mendon. Uxbridge traversa l'ère coloniale, la révolution américaine et la révolution industrielle. La ville est connue pour avoir abrité les premières manufactures textiles des États-Unis. Parmi les premiers colons a s'y être installés figurent la famille Taft d'Angleterre. De nos jours, la ville est au centre du  Blackstone River Valley National Heritage Corridor, le couloir national historique de la vallée de la rivière Blackstone, la plus ancienne région industrielle des États-Unis. Il y a plus de 375 sites historiques fédéraux ou d'États, avec une grande variété de style architecturaux et des vestiges bien conservés du canal Blackstone (en). La laine cachemire et les uniformes militaires furent fabriqués ici pendant plus de 100 ans dans de grandes manufactures. Le premier uniforme de l'US Air Force, surnommé l'« Uxbridge Blue », fut notamment fabriqué dans la ville.

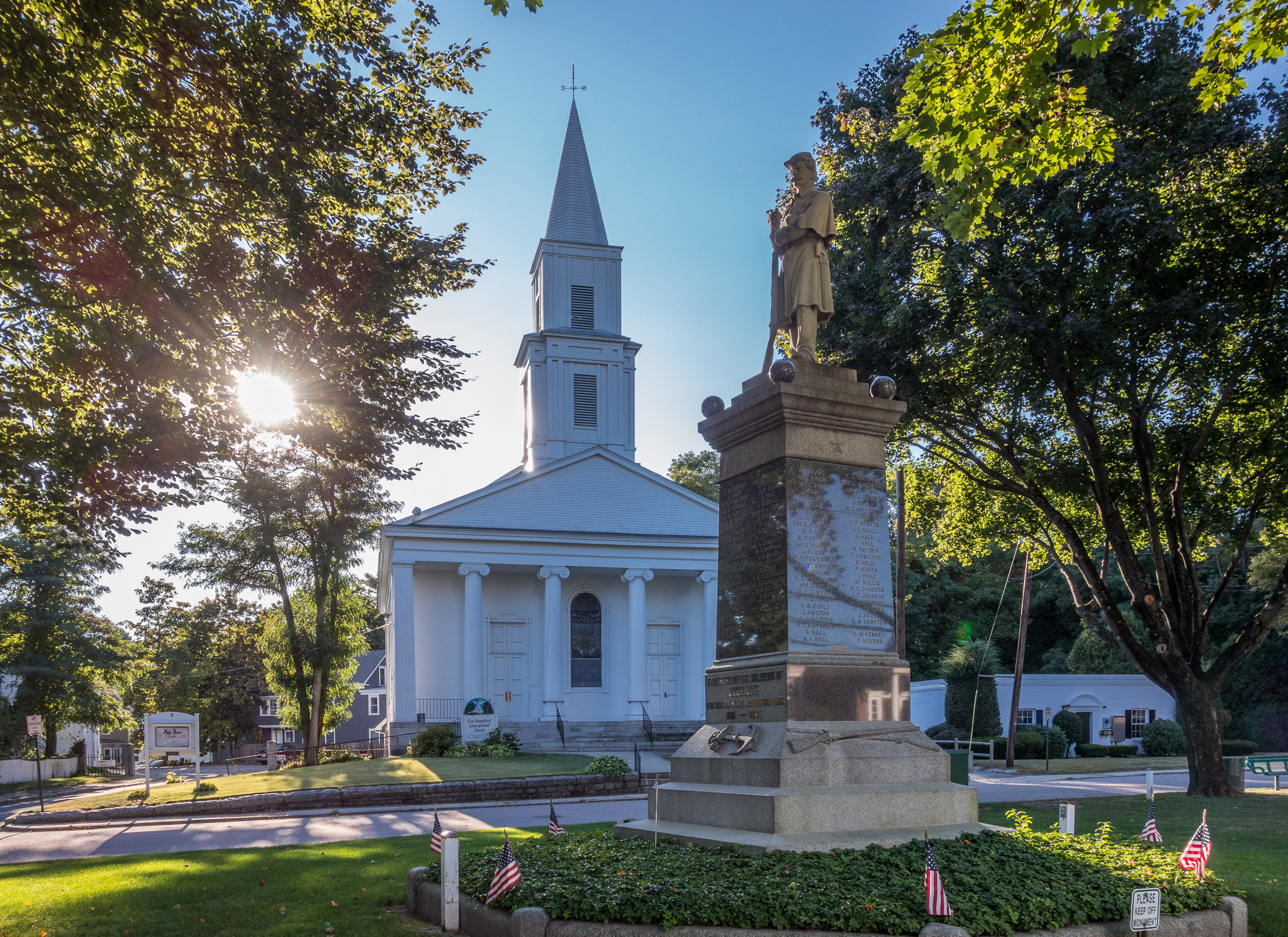
Église et mémorial de la guerre de Sécession.
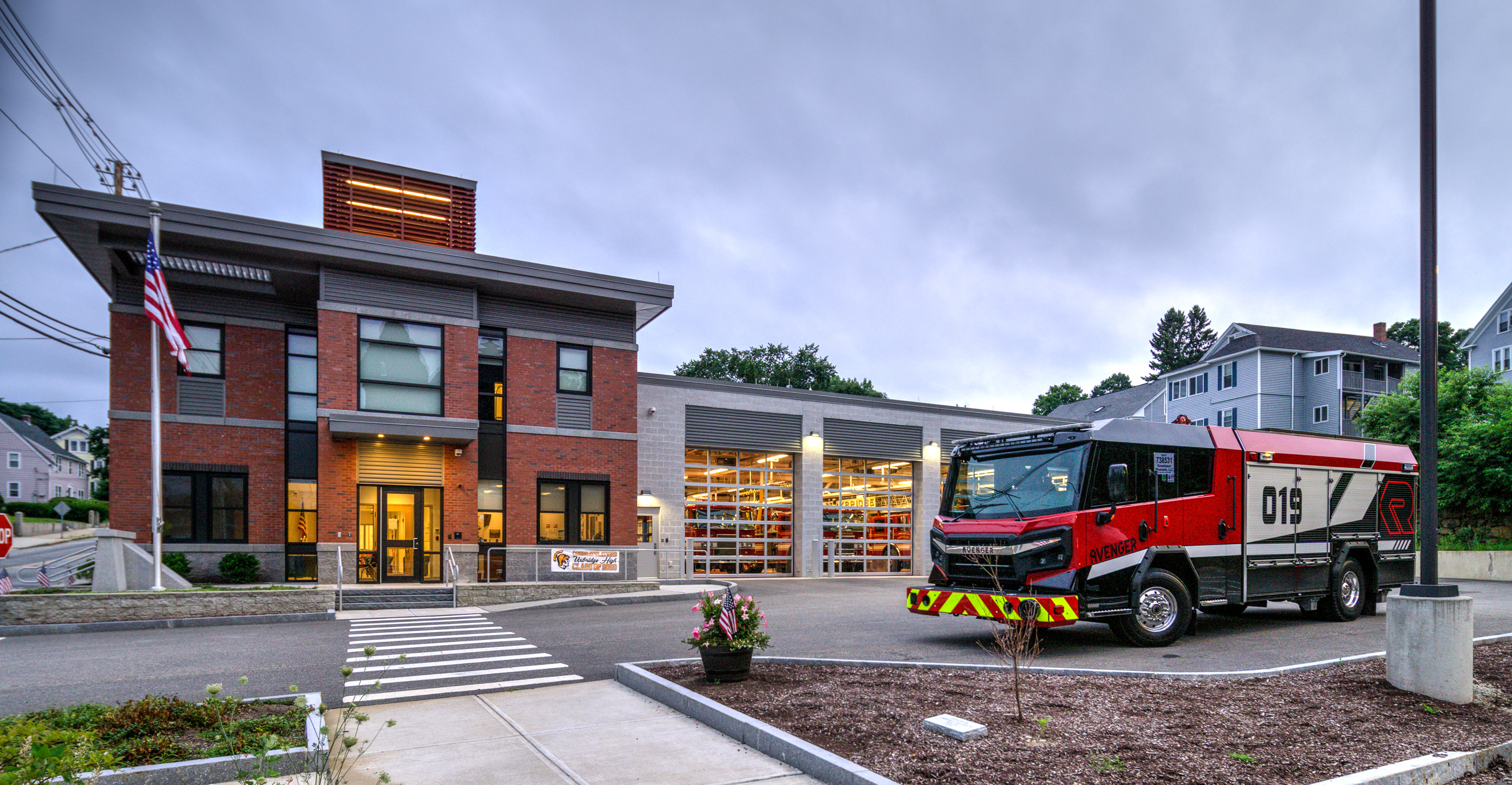
Caserne de pompiers.

## Personnalités liées à la ville
Parmi les personnalités de la ville, on peut citer :
- Lydia Taft (1712-1778), première femme à avoir légalement voté (sous l'ère coloniale) et militante en faveur des droits des femmes,
- un soldat de la guerre révolutionnaire, Deborah Sampson,
- la militante abolitionniste Abby Kelley Foster (1811-1888)
- la championne olympique de natation Alice Bridges (1916-2011)
- la productrice de films Jeannine Oppewall.
- Baxter Hall, un tambour de 18 ans qui contribua à rassembler les troupes lors de la première bataille révolutionnaire lors de la Lexington Alarm.
- Le colonel Seth Read (en) se battit à Bunker Hill et fut apparemment à l'origine de la mention E Pluribus Unum, gravée sur les pièces américaines.

## Canadiens français
Uxbridge est située à 13 km au nord-ouest de Woonsocket (Rhode Island), une des villes les « plus françaises » des États-Unis. De nombreux Canadiens français demeuraient à Uxbridge ou à proximité, travaillant dans les usines de textile, principalement dans le village de Linwood.

## Source
- (en) Cet article est partiellement ou en totalité issu de l’article de Wikipédia en anglais intitulé « Uxbridge, Massachusetts » (voir la liste des auteurs).